# کازوهیرو ساواتائیشی
کازوهیرو ساواتائیشی (ژاپنی: 澤田石 和寛) طراح لباس اهل ژاپن است. او نامزد بهترین طراحی لباس جوایز فیلم آسیایی برای فیلم اکشن سامورایی ساخته تاکاشی میکه، ۱۳ آدم‌کش محصول سال ۲۰۱۰ شد.

## گزیده فیلم‌شناسی
- کلاغ‌ها: قسمت صفر (۲۰۰۷)
- معمای خدا (۲۰۰۸)
- کلاغ‌ها: قسمت صفر ۲ (۲۰۰۹)
- ۱۳ آدم‌کش (۲۰۱۰)
- شمشیرزن دوره‌گرد (۲۰۱۲)
- شمشیرزن دوره‌گرد: جهنم کیوتو (۲۰۱۴)
- شمشیرزن دوره‌گرد: افسانه پایان می‌یابد (۲۰۱۴)
- کنسرت نوبوناگا (۲۰۱۶)